# Корно-ді-Розаццо
Корно-ді-Розаццо (італ. Corno di Rosazzo) — муніципалітет в Італії, у регіоні Фріулі-Венеція-Джулія,  провінція Удіне.
Корно-ді-Розаццо розташоване на відстані близько 470 км на північ від Рима, 50 км на північний захід від Трієста, 20 км на південний схід від Удіне.
Населення — 3240 осіб (2014).

## Демографія
Населення за роками:

Станом на 1 січня 2023 року в муніципалітеті офіційно проживало 169 іноземців з 30 країн, серед них 44 громадяни країн Євросоюзу та 8 громадян України.

## Сусідні муніципалітети
- Чивідале-дель-Фріулі
- Кормонс
- Доленья-дель-Колліо
- Манцано
- Премаріакко
- Препотто
- Сан-Джованні-аль-Натізоне